# Gisela Mattishent

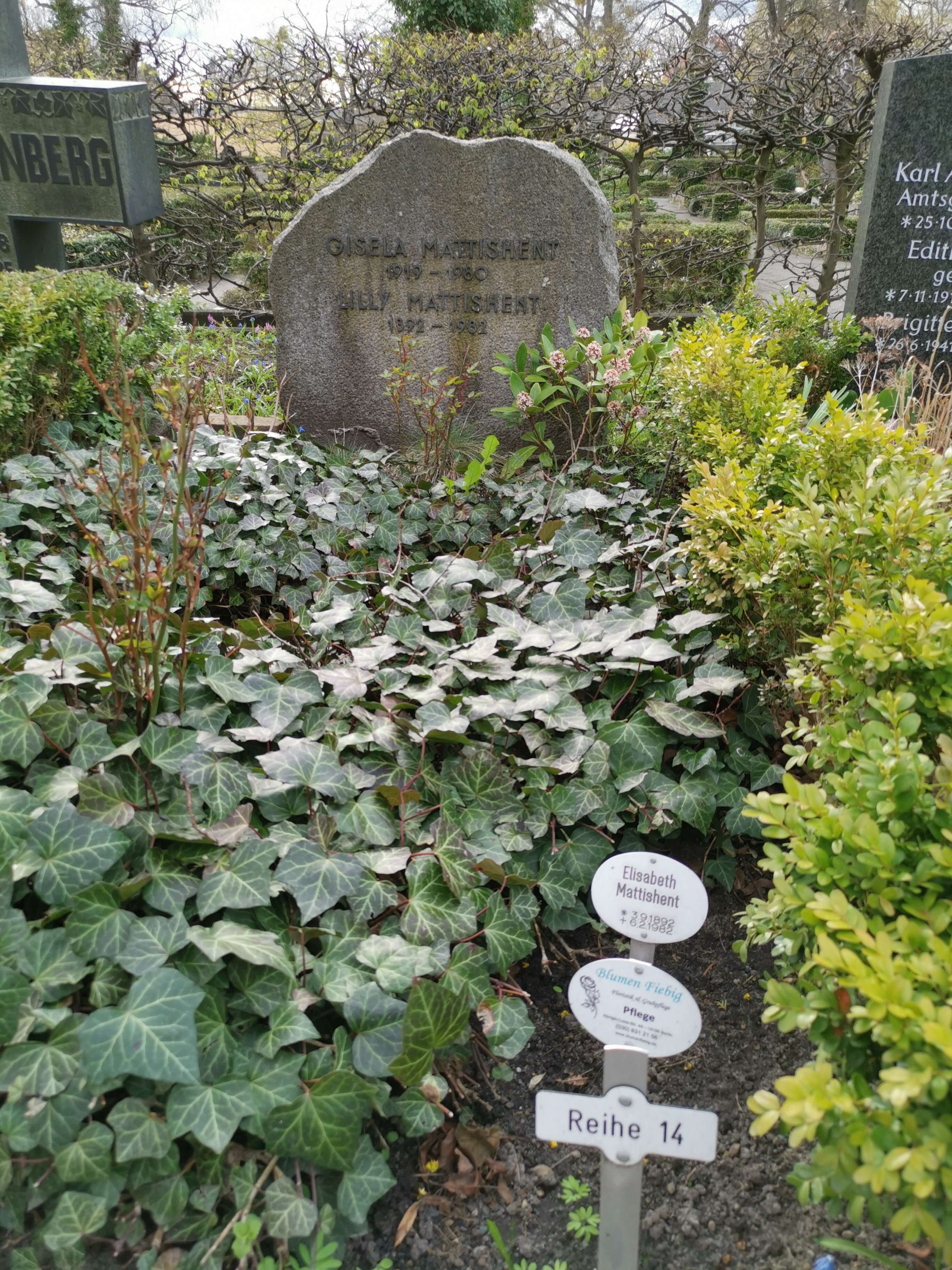
Grab auf dem St.-Annen-Kirchhof in Berlin-Dahlem

Gisela Mattishent (26. Oktober 1919 in Berlin – 7. Februar 1980 in Düsseldorf) war eine deutsche Fernseh- und Bühnenschauspielerin, sowie Hörspielsprecherin.

## Leben
Gisela Mattishent erhielt ihre künstlerische Ausbildung an der Folkwangschule in Essen. In dieser Stadt gab sie auch ihr Theaterdebüt. Es folgten Verpflichtungen nach Hamburg, Stuttgart, Düsseldorf, Zürich und Berlin, wo sie unter Boleslaw Barlog am Schillertheater auftrat. Später unternahm sie auch mehrfach Gastspielreisen.
1959 trat die Künstlerin – an der Seite von Vera Tschechowa, Leon Askin und Klaus Kinski – in der Rudolf-Noelte-Produktion Illusionen (mit drei kurzen Stücken von Schnitzler, Wedekind und Dürrenmatt) an der Freien Volksbühne in Berlin auf. 1962 spielte sie in der Fritz-Kortner-Inszenierung von Andorra in Berlin die Señora, Andris unbekannte Mutter. Ab Oktober 1962 war sie am Thalia Theater in Hamburg – an der Seite von Heinz Bennent und Inge Meysel – in der Nacht des Leguan zu sehen. Bei den Salzburger Festspielen verkörperte sie – in Inszenierungen von Leopold Lindtberg – 1963 im Faust II die Erichtho, 1969 im Jedermann den Glauben, sowie 1970 und 1971 die Guten Werke. Es bestehen auch Tondokumente von Leo Falls Der liebe Augustin.
Ihre letzte Rolle spielte sie 1976 in der TV-Serie Direktion City.
Mattishent hat auch für den Hörfunk gearbeitet. Beigesetzt wurde sie auf dem St.-Annen-Kirchhof in Berlin-Dahlem.

## Filmografie
- 1948 Finale (Franziska Rettberg, Lehrerin)
- 1956 Nathan der Weise (Sittah)
- 1958 Die Ausgestoßene (Mary Lawrence)
- 1959 Und hätte die Liebe nicht (Schwester Elisabeth)
- 1960 Hexenjagd (Elizabeth Proctor)
- 1961 Die ewige Flamme (Nurse Wayland)
- 1962 Gabriel Schillings Flucht (Eveline, seine Frau)
- 1965 Spiel
- 1967 Stella (Cäcilie Sommer)
- 1969 Friedrich Ebert und Gustav Stresemann, Schicksalsjahre der Republik (Frau Ebert)
- 1969 Bischof Ketteler (Paula von Ketteler)
- 1970 Eli
- 1970 Jedermann (Gute Werke)
- 1971 Preußen über alles... – Bismarcks deutsche Einigung (Johanna von Bismarck)
- 1972 Das Klavier (Polnische Arztfrau)
- 1974 Lohn und Liebe (Roswitas Mutter)
- 1976 Direktion City, Staffel 1 Folge 9 (Frau Grams)

## Hörspiele
- 1948: Vier Jahre und ein Tag – Regie: Ludwig Cremer, mit Peter Mosbacher, Hans Quest, Carl Voscherau
- 1949: Goethe erzählt sein Leben, 1. Teil – Regie: Ludwig Cremer; 26. und 28. Teil – Regie: Mathias Wieman, mit Mathias Wieman, Will Quadflieg, Horst Caspar
- 1949: Du kannst mir viel erzählen – Regie: Ulrich Erfurth, mit Heinz Rühmann (Johannes), Elfriede Kuzmany, Inge Schmidt, Grete Weiser, Gustl Busch
- 1950: Belagerungszustand – Produktion: SDR – Regie: Erich Fritz Brücklmeier – Sprecher: Paul Hoffmann (Die Pest), Karin Schlemmer (Die Sekretärin), Kunibert Gensichen (Nada), Gisela Mattishent (Viktoria), Egon Clauder (Der Richter), Elsa Pfeiffer (Die Frau), Harald Baender (Diego), Theodor Loos (Der Gouverneur), Hans Mahnke (Der Fischer), Sigurd Fitzek, Michael Konstantinow, Max Mairich, Irene Asmus u. v. a.
- 1954: Sabeth von Günter Eich, SWF, Regie: Fritz Schröder-Jahn, Musik: Johannes Aschenbrenner. Mit Gisela Mattishent als Lehrerin, Gudrun Gewecke als Elisabeth, Eduard Marks als Sabeth, Gisela von Collande, Robert Rathke, Kurt Ebbinghaus, Gudula Kownatzki und Gert Westphal
- 1958 Maigret und die schrecklichen Kinder von Georges Simenon; RIAS, Hörspielbearbeitung von Fred von Hoerschelmann, Regie: Cläre Schimmel, mit Wilhelm Borchert, Walter Bluhm, Werner Kessel und Horst Niendorf
- 1961: Das Verhör; Regie: Hans Quest, mit Günther Tabor, Ida Ehre, WDR.
- 1963: In der Straßenbahn; Regie: Charlotte Niemann, mit Ruth Scheerbarth und Gisela Mattishent, RB
- 1964: Monolog; Regie: Fritz Schröder-Jahn – mit Wolfgang Büttner
- 1964: Der Besuch; Regie: Erich Köhler, mit Hans Krull, Katharina Wesse, SFB.